# Diga di Itezhi-Tezhi
La diga di Itezhi-Tezhi sul fiume Kafue nella Zambia centro-occidentale fu 
costruita tra il 1974 e il 1977, nell'Itezhi-Tezhi Gap, in una catena di colline attraverso le quali il 
fiume ha eroso una stretta valle la quale a sua volta conduce alle pianure delle Kafue Flats. 
Vicino alla diga è sorta una piccola cittadina che porta lo stesso nome della diga cioè la cittadina di Itezhi-Tezhi.
La diga ha un'altezza di 62 metri ed una lunghezza di 1800 metri e forma un lago dalla superficie di 390 km², il 
quale sommerge parte del Parco nazionale del Kafue incluso l'unica strada che attraversa il parco dal nord al 
sud attraverso il suo centro. In principio questa strada era usata per andare a caccia ma adesso ne viene usata
un'altra, più lunga e più a est e fuori dai confini del parco.
Lo scopo iniziale della diga era di mettere da parte l'acqua per il funzionamento di una centrale idroelettrica, collocata alla diga della Gola del Kafue, 260 km più a valle. Il fiume Kafue, come molti altri fiumi dell'Africa centro-meridionale, ha una alta variazione di portata stagionale, straripando nella stagione delle piogge e diminuendo la sua portata fino a un ventesimo di quella massima nella stagione secca. Arrivando verso la gola del Kafue la topografia non consente la formazione di grandi laghi. Le persone che progettarono la diga, ebbero l'idea di costruire la diga nel sito di Itezhi Tezhi e di rilasciare l'acqua in un flusso regolare giù per il fiume attraverso le pianure del Kafue Flats fino alla centrale idroelettrica della Kafue Gorge Dam.

## Centrale elettrica
La compagnia elettrica dello Zambia (la ZESCO) sta costruendo una stazione idroelettrica proprio vicino alla diga. La capacità della centrale idroelettrica sarà di circa 120 MW, generati da due turbine, i costi della costruzione della centrale saranno di circa 275 milioni di dollari americani e dovrebbe essere completata per il 2013.

## Impatto ambientale nelle pianure delle Kafue River Flats

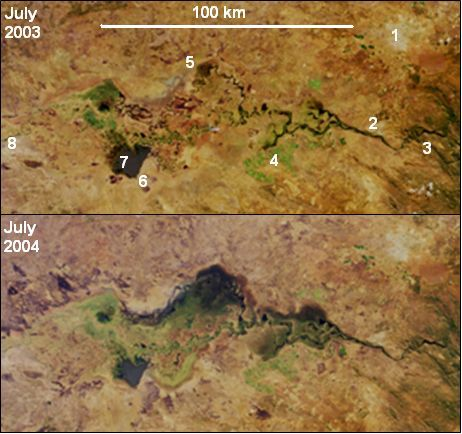
"Non tutte le alluvioni non sono ben volute"-NASA.
La parte orientale delle pianure del Kafue Flats nel mezzo della stagione secca. L'acqua si mostra come la zona di colore scuro mentre il canale principale del fiume Kafue è il rigagnolo che va dalla parte sinistra alla parte destra del fotogramma. All'inizio del 2004 le chiuse della diga di Itezhi-Tezhi (circa 80 km fuori dalla parte sinistra del fotogramma) sono state aperte, per consentire il normale fluire del fiume e perciò l'allagamento delle pianure sottostanti. A paragone dell'anno precedente, furono di più le pianure rimaste allagate nella stagione secca e adesso c'è molta più vegetazione (colore verde). (Legenda: 1 Lusaka, 2 Kafue (città), 3 Diga della Gola del Kafue, 4 Piantagioni da zucchero di Mazabuka e Nakambala, 5 Parco nazionale della Laguna Blu,6 Parco nazionale di Lochinvar, 7 Laguna Chunga, 8 Kasenga.) Crediti di foto NASA/GSFC/LaRC/JPL, MISR Team.

I disegnatori di questo progetto credevano che i grandi allagamenti, dei mesi di marzo e aprile, e le grandi secche, dei mesi di ottobre e novembre, erano una specie di disastro a cui bisognava porre rimedio. Il problema di questo punto di vista, e che l'ecosistema delle Pianure del fiume Kafue (o Kafue Flats), si è evoluto a risposta di questa condizione di vita, cioè a regolari estremi di siccità e allagamenti a cui faceva fronte con grande facilità. L'acqua carica il terreno di acqua. Pesci e animali si adattarono a nuotare e a guadare, aiutando a diffondere i nutrienti e quando l'acqua recedeva l'erba cresceva molto velocemente sfamando gli erbivori come i bufali, i lechwe e il bestiame. Il naturale ciclo stagionale dipendeva per buona parte sulle piante e i pesci, su cui gli animali selvatici dipendevano per il loro nutrimento e allevamento, e si basava sul ciclo di inondazioni dei mesi 
di marzo e aprile. Si sono adeguati così anche le persone che dipendevano su questi animali perché gli andavano a cacciare per sfamarsi e muovevano annualmente i loro insediamenti nel regolare ciclo alluvionale.
La diga rimuove il picco di inondazione e l'abbeveratio di acqua bassa, che è il canale del fiume Kafue nella stagione secca. Riduce la regolare variazione stagionale del flusso delle acque del fiume. 
I progettisti garantivano che le chiuse sarebbero rimaste aperte per tutto il mese di marzo, per permettere il deflusso di 300 m³/s di acqua del Kafue e perciò l'inondazione delle Pianure del Kafue (o Kafue Flats). Tuttavia questo non accadde, principalmente perché il lago creato dalla diga non aveva abbastanza acqua per sostenere tale flusso. La richiesta per l'energia elettrica aveva la priorità e per giunta a partire dagli anni novanta le piogge non erano poi più così frequenti a causa dell'effetto serra e la diga invece che ad aprire nei mesi di marzo e aprile fu costretta ad aprire in modo sporadico, oppure per non abbastanza tempo, oppure nel periodo sbagliato dell'anno, oppure non permettendo alcune zone delle pianure di asciugare, e perciò permettere la crescita dell'erba.
La diga di Itezhi-Tezhi ha dunque questi effetti negativi sull'ecologia delle Pianure del fiume Kafue (o Kafue Flats):
- la popolazione ittica è sensibilmente diminuita;
- le popolazioni del lechwe e del sitatunga, le quali si basono sulla precisa cadenza ed estensione degli allagamenti nelle pianure per la crescita dell'erba destinata al loro sostentamento, anch'essa è in declino;
- nella stagione secca la quantità di erba per il pascolo delle specie animali selvatiche e il bestiame è diminuita e le praterie stanno diminuendo per lasciare il posto a arbusti e cespugli.
- l'incertezza dell'arrivo degli allagamenti delle pianure e di disturbo agli insediamenti umani nel luogo.

L'abbondanza delle piogge avvenute a cavallo degli anni 2003/4 nello Zambia hanno fatto sì che le Pianure del fiume Kafue si allagassero di nuovo e l'effetto è dimostrato nella foto della NASA. Stando alle affermazioni di un sito web della NASA, nel giugno 2004 è stato instaurato un accordo con la compagnia che gestisce la centrale idroelettrica per reinstaurare il rilascio d'acqua dalla diga in accordo con il regolare ciclo annuale delle stagioni delle piogge, presumibilmente con l'intenzione di rilasciare 300 m²/s di acqua per tutto il mese di marzo.